# Celeste (actrice pornographique)
Pour les articles homonymes, voir Céleste.
Celeste, née le 3 mai 1972 à Stillwater (Minnesota, États-Unis), est une actrice américaine de films pornographiques.

## Biographie
Elle grandit à Stillwater puis devient strip-teaseuse dans un club de Minneapolis, le "Deja Vu". Elle entre dans le X par le biais de son petit-ami de l'époque, Woody Long, lui-même acteur de films pornographiques et qu'elle épousera plus tard.
Elle obtient son premier rôle majeur dans le film Butt Freak (1992) de John Stagliano où sa maîtrise de l'anal impressionne. Elle apparaît ensuite dans beaucoup de films du réalisateur Paul Norman. Après avoir divorcé de Long, elle se fait remodeler les seins et redessiner le nez. Elle signe alors un contrat avec le studio Vivid et encourage Nikki Tyler à faire du porno. Puis, elle épouse Norman avec qui elle a un enfant au printemps 1996, avant de divorcer à nouveau (la même année).
Elle se retire du X en 1995, son dernier film étant Borderline, le film Vivid au plus gros budget.

## Filmographie sélective
- 2003 : Eye Spy: Celeste
- 2002 : Young Jenna
- 2001 : Vajenna
- 2000 : Best of the Vivid Girls 30
- 1998 : Pipelayer
- 1997 : How Sweet It Is
- 1996 : Kinky Couples
- 1995 : Best of Buttslammers 1
- 1995 : Pajama Party X 2
- 1994 : Dirty Doc's Lesbi' Friends 9
- 1993 : Buttslammers 2
- 1993 : No Man's Land 6
- 1992 : Thinking Of You

## Récompenses
- 1994 : XRCO Award "Best Girl-Girl Scene" pour The Dinner Party (Debi Diamond & Misty Rain)
- 1995 : AVN Awards "Best All-Girl Scene - Film" pour The Dinner Party
- 1996 : Adam Film World Readers Poll - "Best Female of the Year"